# Susanna e i vecchioni (Honthorst)
Susanna e i vecchioni è un dipinto a olio su tela del pittore olandese Gerard van Honthorst, noto come Gherardo delle Notti, che fa parte delle collezioni della galleria Borghese di Roma.

## Storia
Questa tela è una delle ultime composizioni di Gherardo delle Notti, dipinta un anno prima della sua morte, come rivela la firma "Honthorst 1655". L'opera entrò a far parte della collezione borghesiana nel 1783, quando venne acquistata dal principe Marcantonio IV Borghese. Il principe, con l'ausilio del pittore scozzese Gavin Hamilton e dell'architetto italiano Antonio Asprucci, acquistò alcuni dipinti di scuola fiamminga e nederlandese presso il mercante d'arte Giovanni de' Rossi con il fine di arricchire la collezione d'arte di famiglia. Il quadro venne collocato nell'appartamento superiore della villa Borghese, come testimonia l'Itinerario istruttivo di Roma scritto da Mariano Vasi nel 1791.
Nell'inventario redatto dal fidecommissario della collezione Borghese nel 1833, l'opera non venne attribuita al pittore utrechtiano, venendo invece menzionata come anonima, forse perché la firma era divenuta illeggibile, e solo nel 1891 il direttore della Galleria Borghese Giovanni Piancastelli riattribuì l'opera a Honthorst.

## Descrizione
L'opera ritrae un episodio veterotestamentario tratto dal libro di Daniele, che narra la storia della casta Susanna: costei, moglie di Ioachim, viene sorpresa da due giudici anziani mentre si sta facendo un bagno nel giardino di casa sua e costoro la minacciano di denunciarla per adulterio, dicendo di averla vista con un amante, qualora lei non si fosse concessa a loro. In seguito Susanna sarebbe stata processata e condannata a morte, ma l'intervento del giovane profeta Daniele avrebbe provato la sua innocenza, salvandola. Questo tema era molto comune nella pittura europea del sedicesimo secolo e del diciassettesimo, in quanto consentiva di ritrarre un nudo femminile con la scusa che si trattava di un'opera sacra o comunque con un intento moralistico.

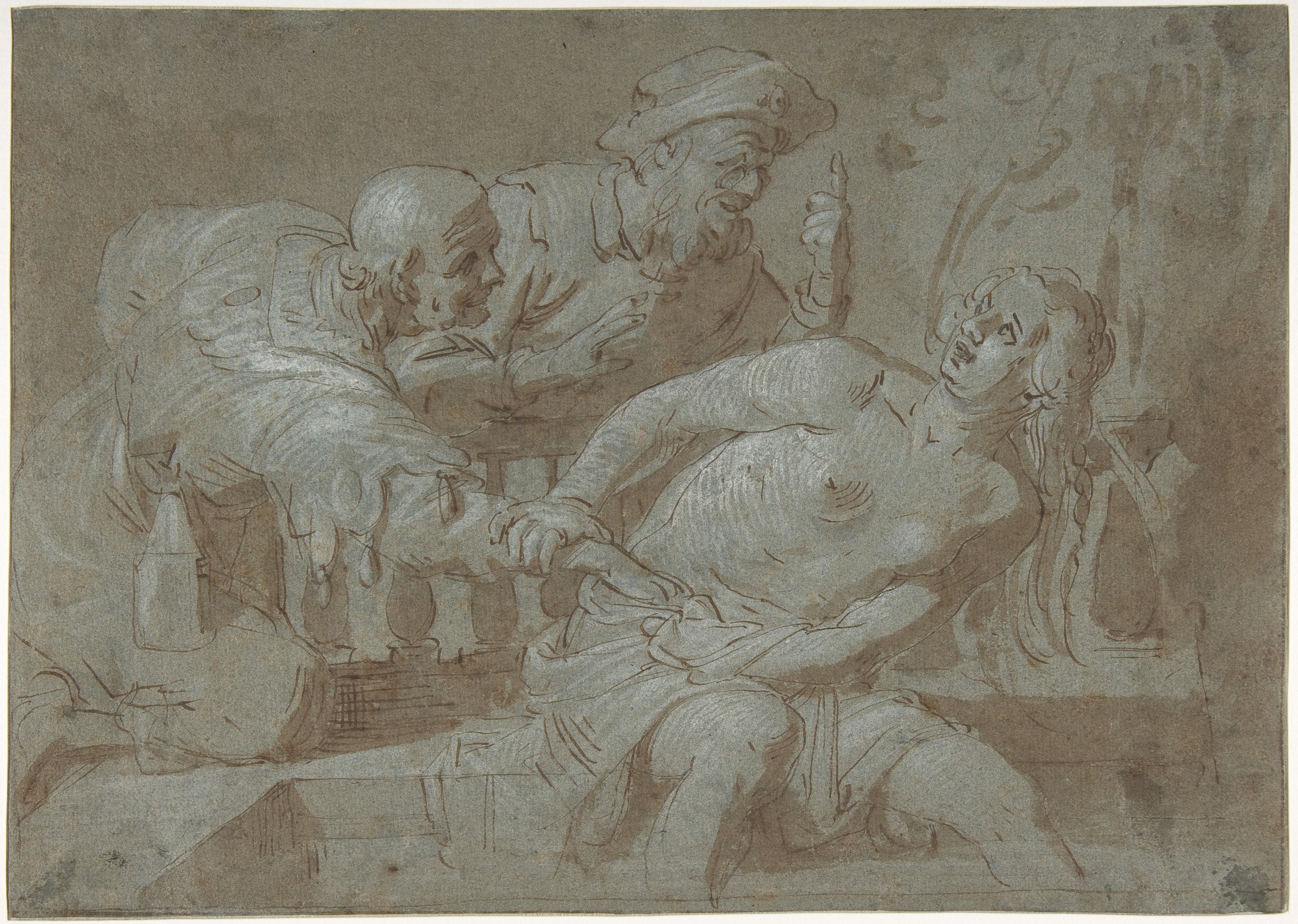
Il disegno novaiorchese ricondotto a quest'opera.

La scena ritrae i due vecchioni che molestano Susanna, con uno dei due che prova a strapparle di dosso il panno bianco con il quale ella prova disperatamente a coprire la parte inferiore del suo corpo. La bocca spalancata e lo sguardo ansioso rivelano la paura della donna in questo momento nel quale lei è molto vulnerabile. Sullo sfondo si vedono le foglie di un albero e la decorazione della fontana, che consiste in un puttino che regge un vaso dal quale sgorga l'acqua. Si ritiene che l'artista possa essersi ispirato a un quadro sullo stesso tema dipinto dal Domenichino, attualmente conservato nell'Alte Pinakothek di Monaco di Baviera.
Esiste un disegno dell'artista ritraente la stessa scena che, dopo essere comparso sul mercato antiquario, venne acquistato dal Museo Metropolitano di Manhattan. Lo storico dell'arte Gert Jan van der Sman lo ritiene databile per il suo stile tra il 1625 e il 1630, più di due decenni prima che il pittore dipingesse la tela della collezione romana. Sono presenti alcune differenze con la composizione pittorica, come l'aspetto e la posizione dei vecchioni e il fatto che Susanna sia seduta sul bordo della fontana invece di essere in piedi. Secondo un'ipotesi avanzata da Marta Onali, questa tela potrebbe essere la ripresa tardiva di una composizione giovanile andata perduta, che sarebbe testimoniata unicamente dal disegno neviorchese.